# 정보 아키텍처
정보 아키텍처(영어: Information architecture, IA)는 모델을 정보 개념을 활용하여 복합 시스템으로 명확하게 표현하는 것을 말한다. 이 활동 영역은 도서관 시스템, 경영 시스템 내용, 웹 개발, 상호 작용을 하는 사용자, 데이터베이스 개발, 프로그래밍, 테크니컬 라이팅, 건축 계획과 평가 시스템 소프트웨어 디자인에 쓰인다. 정보 아키텍처는 정보 시스템의 분기 혹은 정보 기술 아키텍처에서 다소 다른 의미로 사용된다. 주로 공유 환경의 구조 디자인, 웹사이트의 분류와 조직화 순서, 인트라넷과 온라인 커뮤니티, 디자인 요소를 가져오는 방법과 설계를 디지털 구조화하는 방법으로 정의된다.
정보 아키텍처의 창시자는 리처드 사울 워먼(Richard Saul Wurman)이 지목된다. 워먼은 아키텍트(구조)라는 말을 “외교 정책의 구조”와 같은 말에 쓰인 “구조”를 지칭한다고 설명했다.
"... used in the words architect of foreign policy. I mean architect as in the creating of systemic, structural, and orderly principles to make something work — the thoughtful making of either artifact, or idea, or policy that informs because it is clear.

## 정의
정보 아키텍처는 특별한 기술로 만들어지는데, 정보의 해석과 다른 특징들의 표현을 사인과 시스템의 사인으로 해석한다. 도서관학에서 유래한다. 정보 과학화 부분에서 정보 아키텍처를 가르치는 학교가 많이 있다.
정보 아키텍처는 구조 일치성, 고유적이지 않고 많은 사람들이 쉽게 이해하기 위해 즐기도록 정보를 분류하는 것이다. 주로 단계적 분류로 되어 있으나 다른 구조인 원형 혹은 나선형 구조 등으로도 할 수 있다. 근본원리, 기호 혹은 시스템의 표시로는 설계할 수 없다.
정보 시스템 디자인의 문맥에는 정보 아키텍처가 정보 시스템의 데이터 전체의 디자인과 분석으로 조화를 이룬다. 각자의 데이터베이스와 각기 다른 데이터 베이스의 (아마도 다수 혹은 수백의) 회사 데이터 모델이 합쳐져 데이터 모델링을 이루게 된다. ‘규범 데이터 모델’은 시스템의 계획과 특별한 데이터 전달의 정의의 사이에서 통합 기술이 적용된다. 보다 높은 추상적 개념에서는 아마 데이터 스토어의 정의에 의존하게 된다.

### R.I.P.O.S.E 정의
정보 아키텍처를 1989년 개발된 R.I.P.O.S.E 테크닉에 의한 정의:
개념적 구조와 정보 구성인과 정보 단체 (정보국)의 조직적 구성
정보 아키텍처를 정보 아키텍처 인스티튜트에 의한 정의:
1. 정보 환경의 구조적 디자인 공유
2. 예술과 과학의 조직화와 웹사이트 명칭, 인트라넷, 온라인 커뮤니티와 소프트웨어를 찾음과 사용 가능함을 도움.
3. 커뮤니티의 출현은 디자인과 아키텍처의 원리를 디지털 구조에 초점을 맞추게 함.

## 비평
정보 아키텍처의 ‘아키텍처’ 는 초창기에는 인체공학적 구조에 쓰여졌고 정보 시스템은 인체공학 혹은 빌딩 통계에 쓰이는 말로 불렸다. 정보 시스템은 ‘살아 있는 시스템’으로 작가와 사용자에 의해 꾸준히 업데이트되고 개선, 형태가 전환된다. 이 경우 정보 시스템은 확동적으로 사용자의 글과 특별한 실행에 따라 덧붙여진다. 아키텍처 분야가 생긴 이후로(인체공학적 구조) 재료와 해결책 사용이 늘었고 통계가 적어 이 비평은 증명하지 못했다.
- 사용자 중심의 정보 디자이너는 사용자들의 인지력, 행동력과 감성적 프로세스를 분석하고 사용자 중심의 정보 시스템을 정의하고 분류한다. 더 나아가, 여러 행동들은 분류학 창조가 포함되는 행동과 비슷하게 정보 시스템의 창조가 포함된다. 여러 정보 아키텍처 용어는 분류학과 비슷하다고 제안한다. 다른 이는 정보 아키텍처 개발이 분류학 창조의 부분 행동이라고 설명한다. 독자에게 정보를 이해시키고 대상을 명확히하기 위한 행동이 그에 해당한다는 것이다. 몇몇 분류학 개발에서는 정보 아키텍처를 전문화한다. 그들의 IA의 부분에는 ‘’도구 상자"로 사이트 맵, 내려가는 다이어그램과 스크린레벨 디자인 프로토타입 같은 것들이 들어 있어 웹사이트나 인터렉티브 응용의 구조를 설명한다.

- 애플리케이션의 통합 계획이 증가하더라도, 웹사이트나 회사 데이터 모델과 마스터 데이터 시스템은 독립되도록 고려되어야 한다. 정보 아키텍처는 구조화되거나 구조화되지 않은 데이터의 전체 스펙트럼을 포함, 특히나 시스템 처리의 방법에 문제가 제기될 것이다.

## 같이 보기
- 건축
- 정보 그래픽스
- 타이포그래피
- 웹 디자인
- 그래픽 디자인
- 통계학
- 테크니컬 일러스트레이션
- 일러스트레이션
- 정보디자인
- 다이어그램
- 지식 시각화
- 콘텐트 관리
- 사인
- 비주얼리터러시
- 테크니컬 커뮤니케이션
- 다이어그램
- 길찾기
- 카토그라피
- 뉴 에포크 노테이션 페인팅
- 웹인덱싱
- 순수 언어